# 21696 Ermalmquist
21696 Ermalmquist è un asteroide della fascia principale. Scoperto nel 1999, presenta un'orbita caratterizzata da un semiasse maggiore pari a 2,3104172 UA e da un'eccentricità di 0,1831412, inclinata di 3,54083° rispetto all'eclittica.